# Frederik Carl Ludvig af Slesvig-Holsten-Sønderborg-Beck
Frederik Carl Ludvig (tysk: Friedrich Karl Ludwig; 20. august 1757 i Königsberg – 24. april 1816 i Hamborg) var en sønderjysk fyrstelig, der var hertug af Slesvig-Holsten-Sønderborg-Beck fra 1775 til 1816.
Han var sønnesøn af Peter August Frederik af Slesvig-Holsten-Sønderborg-Beck. Han efterfulgtes som hertug af sin søn Vilhelm af Slesvig-Holsten-Sønderborg-Glücksborg. Frederik Carl Ludvig var farfar til Christian IX af Danmark.
Han gjorde tjeneste i den preussiske armé hvor han i 1789 blev udnævnt til generalmajor og i 1795 til generalløjtnant. Hans preussiske militærtjeneste sluttede i 1798, hvorefter han studerede et par år for efterfølgende i 1800 at slå sig ned på sit gods Lindenau i Østpreussen. Den 26. juni 1810 blev han udnævnt til dansk generalløjtnant af Frederik VI.

## Eksterne links
- Wikimedia Commons har flere filer relateret til Frederik Carl Ludvig af Slesvig-Holsten-Sønderborg-Beck
- Hans den Yngres efterkommere Arkiveret 24. oktober 2020 hos  Wayback Machine
- Frederik Ludvig Arkiveret 27. april 2016 hos  Wayback Machine